# Cybaeodes madidus
Cybaeodes madidus är en spindelart som beskrevs av Simon 1914. Cybaeodes madidus ingår i släktet Cybaeodes och familjen månspindlar.
Artens utbredningsområde är Frankrike. Inga underarter finns listade i Catalogue of Life.